# Сражение за Амбон
Сраже́ние за Амбо́н (англ. Battle of Ambon) — сухопутное сражение операции в Голландской Ост-Индии, произошедшее на одноименном острове 30 января — 3 февраля 1942 года. Японцам противостояли голландские и австралийские войска. Известно также как одно из мест, в котором происходили японские военные преступления.

## Силы сторон
Перед началом войны на острове располагалась Молуккская бригада KNIL (Королевской голландской ост-индской армии) численностью в 2800 чел. Австралийские войска в составе двух батальонов 8-й австралийской дивизии и дивизионной артиллерии общей численностью в 1100 чел прибыли на остров 17 декабря.
Японский военно-морской флот, выделенный для вторжения, состоял из авианосцев «Хирю» и «Сорю», тяжелых крейсеров «Нати» и «Хагуро», а также легкого крейсера «Дзинцу» и 15 эсминцев. Сухопутные войска включали в себя 5300 чел. из 228 пехотного полка 38-й дивизии, а также подразделений морской пехоты.

## Ход операции
30 января подразделения японской морской пехоты численностью до 1000 человек высадились в северной части острова, а 228-й пехотный полк на южной. Хотя японские сухопутные войска численно были не намного больше союзников, они значительно превосходили их в авиации, морской и полевой артиллерии, а также в танках.
31 января японцы захватили город Амбон в юго-западной части острова. А уже на следующий день, 1 февраля значительная часть голландских войск сдалась в плен. Австралийские войска под угрозой окружения вынуждены были отступить в юго-западную часть острова.
2 февраля японский минный тральщик W-9 подорвался на голландских минах и затонул. Ещё 2 тральщика были также повреждены в результате взрыва мин. К утру 3 февраля австралийские войска, окружённые в районе Эри, сдались японцам.

## Результаты
В результате захвата Амбона японские самолёты, базирующиеся на острове, получили возможность участвовать в воздушных налётах на порт Дарвин в Австралии.

## Японские военные преступления
Потери союзников в битве были сравнительно небольшими, однако после окончания боев японцы выбрали наугад около 300 голландских и австралийских военнопленных и казнили их на военном аэродроме Лаха. По некоторым данным это было местью за затонувший японский минный тральщик. Три четверти австралийцев, захваченных на острове, умерли до окончания войны от недоедания, болезней и жестокого обращения.
В 1946 году 93 человека из персонала японских военных лагерей были осуждены Австралийским военным трибуналом. Начальник лагеря Кунито Хатакаямэ был приговорен к смертной казни через повешение. Лейтенант Кэнрити Накагава был приговорен к 20 годам тюрьмы. Судебные процессы стали основой для австралийского художественного фильма «Кровавая клятва», выпущенного в 1990 году.

### На русском
- «Голландский флот во Второй мировой войне» / А. Крозе; пер. с англ. А. Больных. ISBN 5-17-026035-0 (ООО «Издательство ACT»). ISBN 5-9577-1698-7 (ЗАО НПП «Ермак»). Тираж 4000 экз.
- Пол Стивен Далл. Боевой путь Императорского японского флота = A Battle History of the Imperial Japanese Navy, 1941—1945 / Перевод с английского А.Г. Больных. — Екатеринбург: Сфера, 1997. — 384 с. — (Морские битвы крупным планом).

### На английском
- Lionel Wigmore, 1957, Chapter 19 The Loss of Ambon (недоступная ссылка), Australia in the War of 1939—1945, Volume IV — The Japanese Thrust (1st ed.; Canberra, Australian War Memorial)
- L., Klemen, 1999—2001, The Netherlands East Indies 1941-42, «The Japanese Invasion of Ambon Island, January 1942»  (Forgotten Campaign: The Dutch East Indies Campaign 1941—1942)
- Kent G. Budge, 2007, The Pacific War Online Encyclopedia «Ambon»
- Michael Evans, 2000, Developing Australia’s Maritime Concept of Strategy: Lessons From the Ambon Disaster of 1942 (Department of Defence, Australia)